# Сухофрукти

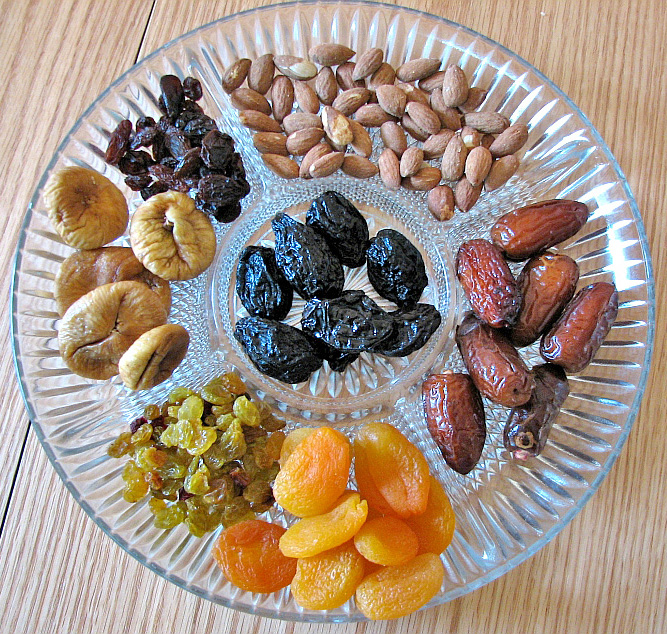
Сухофрукти та горіхи, що за традиціями споживають на єврейське свято Ту-бішват.

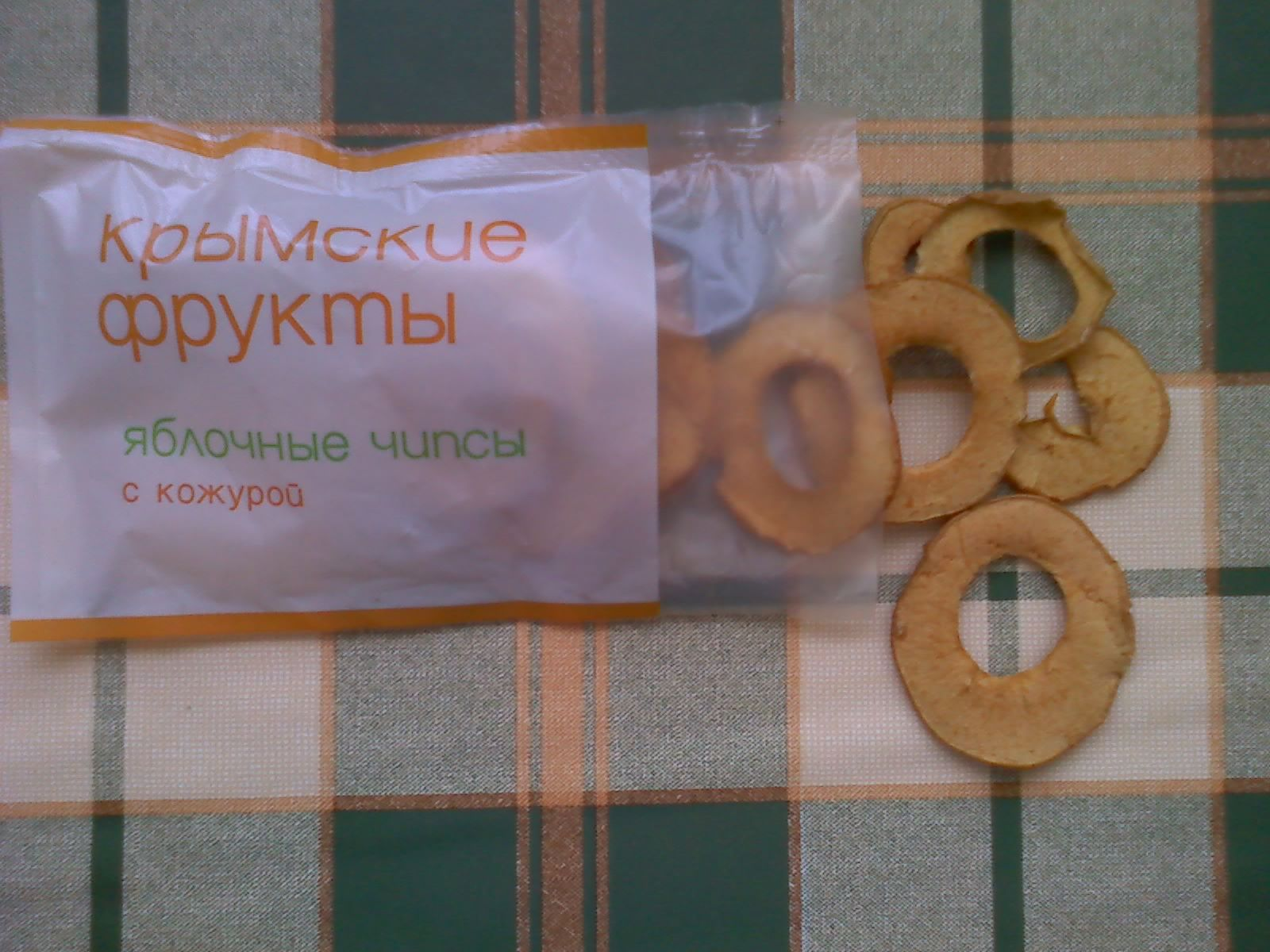
Сухофрукти з яблук у вигляді чипсів — можуть бути, наприклад, прикрасою на десертній піці.

Сухофрукти — висушені фрукти або ягоди, з залишковою вологістю близько 20 %. Сушаться природним шляхом (наприклад, на сонці), або промисловими методами (наприклад, за допомогою дегідратора).
Сухофрукти багаті вітамінами (A, B1, B2, B3, B5, B6 та мінеральними елементами (залізо, кальцій, магній, фосфор, калій, натрій, містять близько 250 ккал та 1,5 — 5 г білку на 100 г. Вони мають тривалий термін зберігання та не потребують зберігання в холодному місці. В цьому — одна з їх головних переваг, і в цьому відношенні вони є зручною альтернативою свіжим фруктам (особливо в час неврожайного сезону). Однак, під час сушіння, сухофрукт втрачає більшу частину вітаміну C.
В кулінарії сухофрукти додають в випічку, сухі сніданки, мюслі. Через усунення більшості вологи під час сушіння (її може втрачатись до 7/8 частин від маси), мають інтенсивний смак.
В промислових умовах можуть бути оброблені діоксидом сірки для збереження кольору та запобігання псуванню. Необроблені сухофрукти можуть мати відносно темний колір.
Основним драйвером зростання ринку сухофруктів у світі є тренд на здорове харчування на тлі проблеми, що набирає гостроту, ожиріння. Сухофрукти багаті рослинним білком, вітамінами, мінералами та харчовими волокнами і вважаються гарною заміною висококалорійним перекушуванням.
| Таблиця калорійності окремих сухофруктів* |                     |           |          |               |
|                                           | Калорійність (kcal) | Білки (г) | Вода (г) | Вуглеводи (г) |
| Курага                                    | 241                 | 3.39      | 30.89    | 62.64         |
| Чорнослив                                 | 264                 | 2,3       | 25       | 65,6          |
| Фініки                                    | 282                 | 2.45      | 20.53    | 75.03         |
| Родзинки з кісточками                     | 276                 | 1.8       | 19       | 70.9          |
| Урюк                                      | 278                 | 5         | 18       | 67.5          |
| Інжир                                     | 249                 | 3.30      | 30.05    | 63.87         |
| Родзинки                                  | 296                 | 2.52      | 16.57    | 78.47         |
| Вишня                                     | 292                 | 1.5       | 18       | 73            |
| Груша                                     | 246                 | 2.3       | 24       | 62.1          |
| Персик                                    | 275                 | 3         | 18       | 68.5          |
| Яблука                                    | 273                 | 3.2       | 20       | 68            |

* на 100 г продукту.

## Види сухофруктів
- Сушені фрукти:

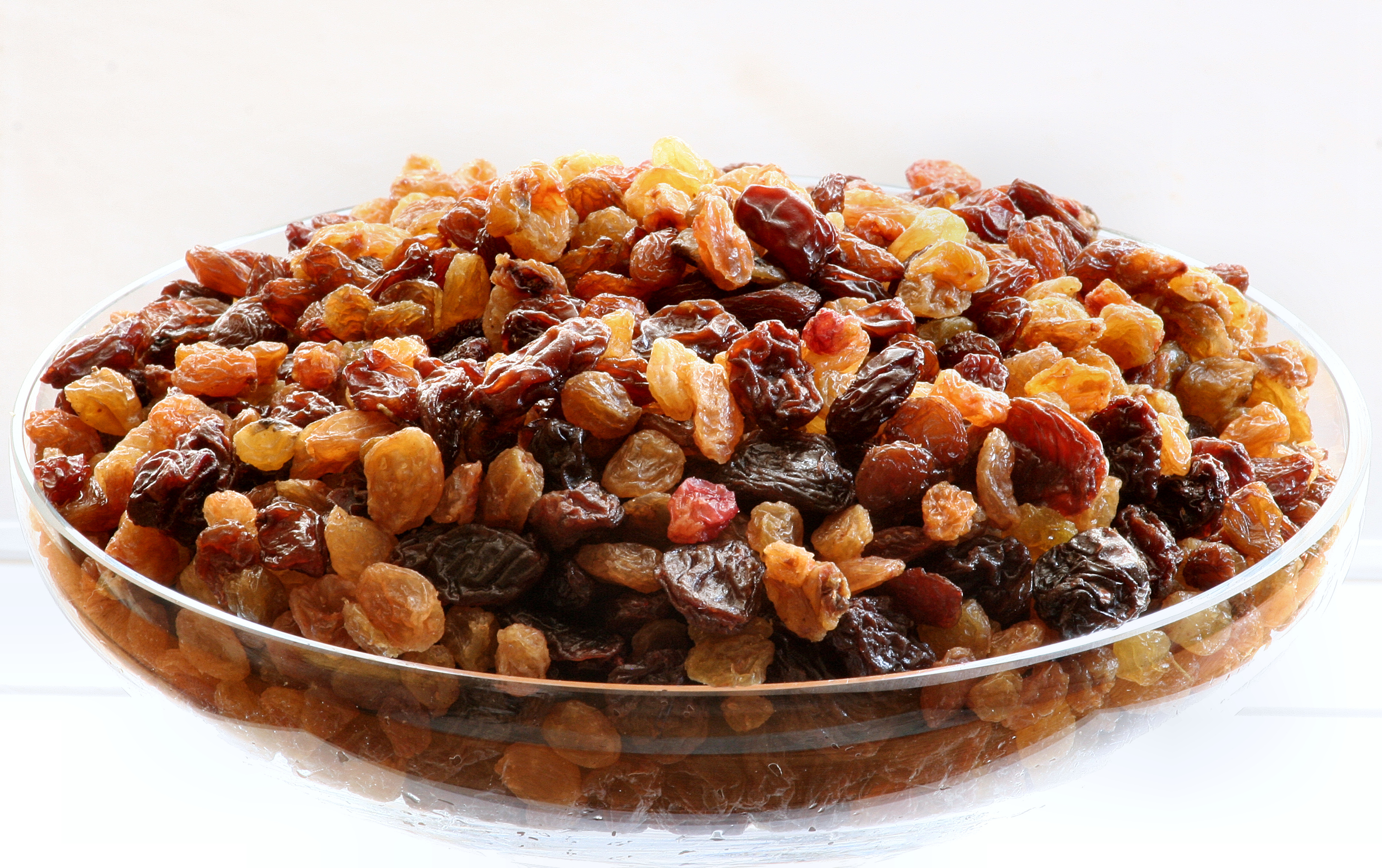
Родзинки

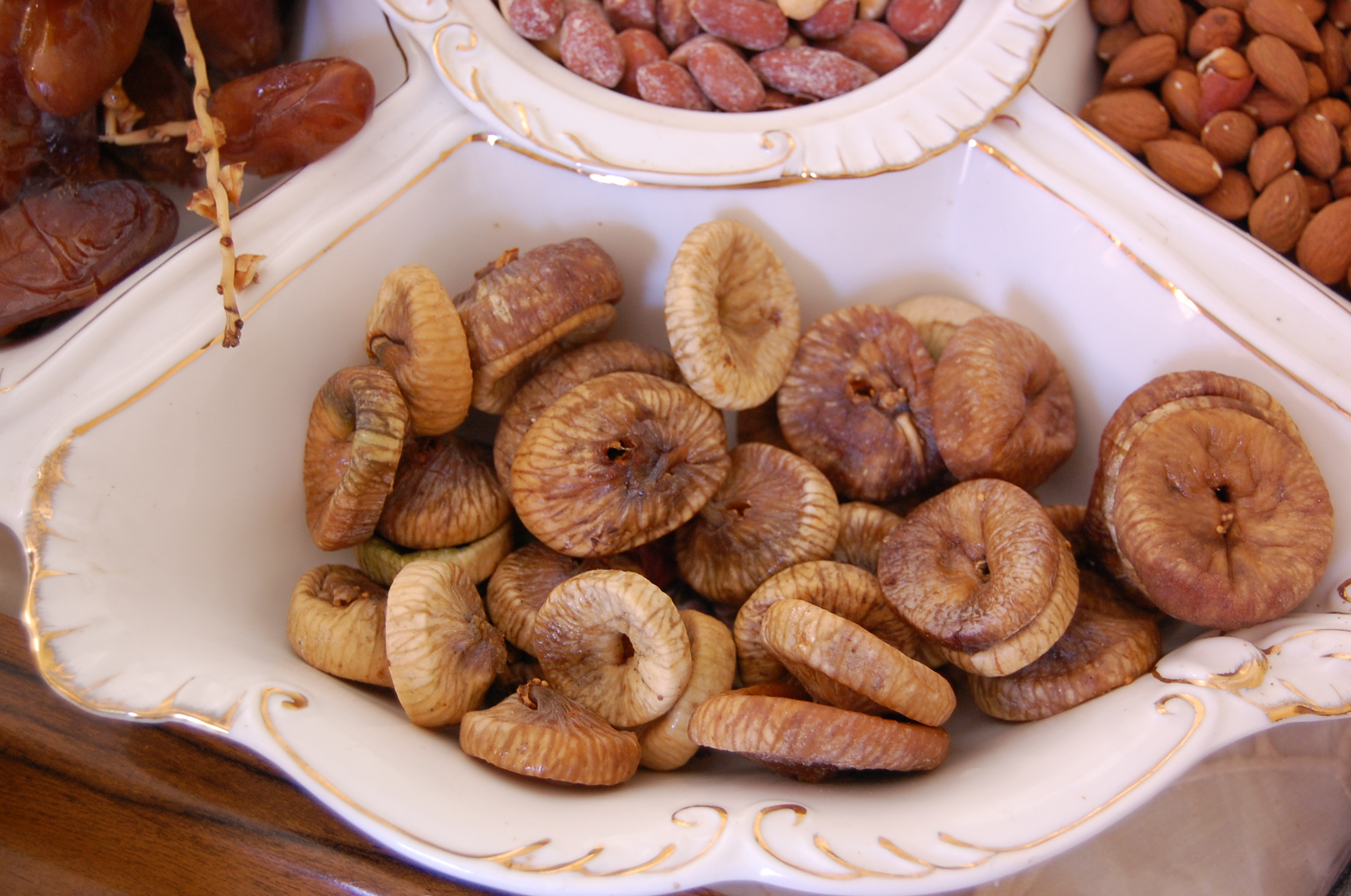
Сушений інжир

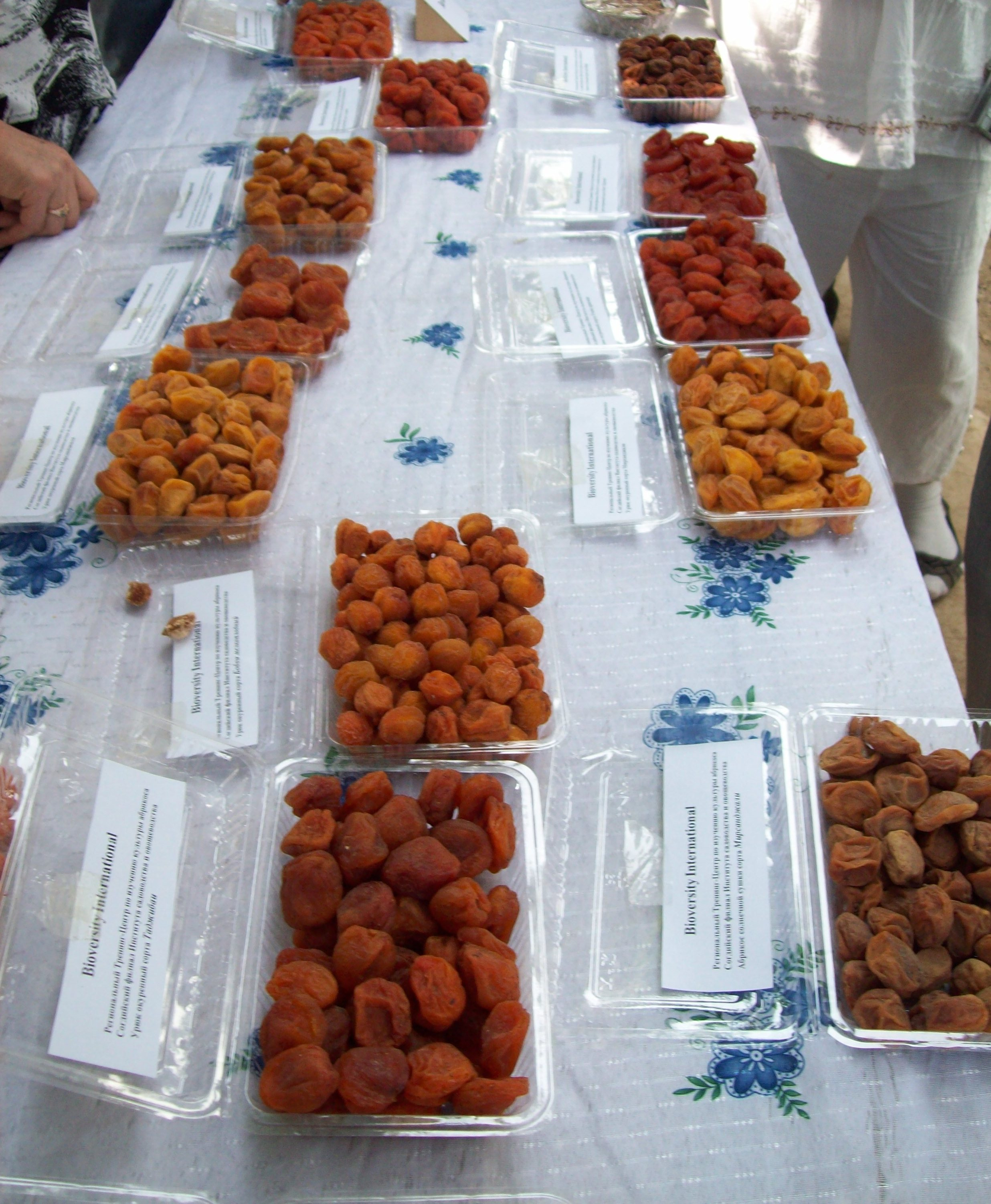
Урюк

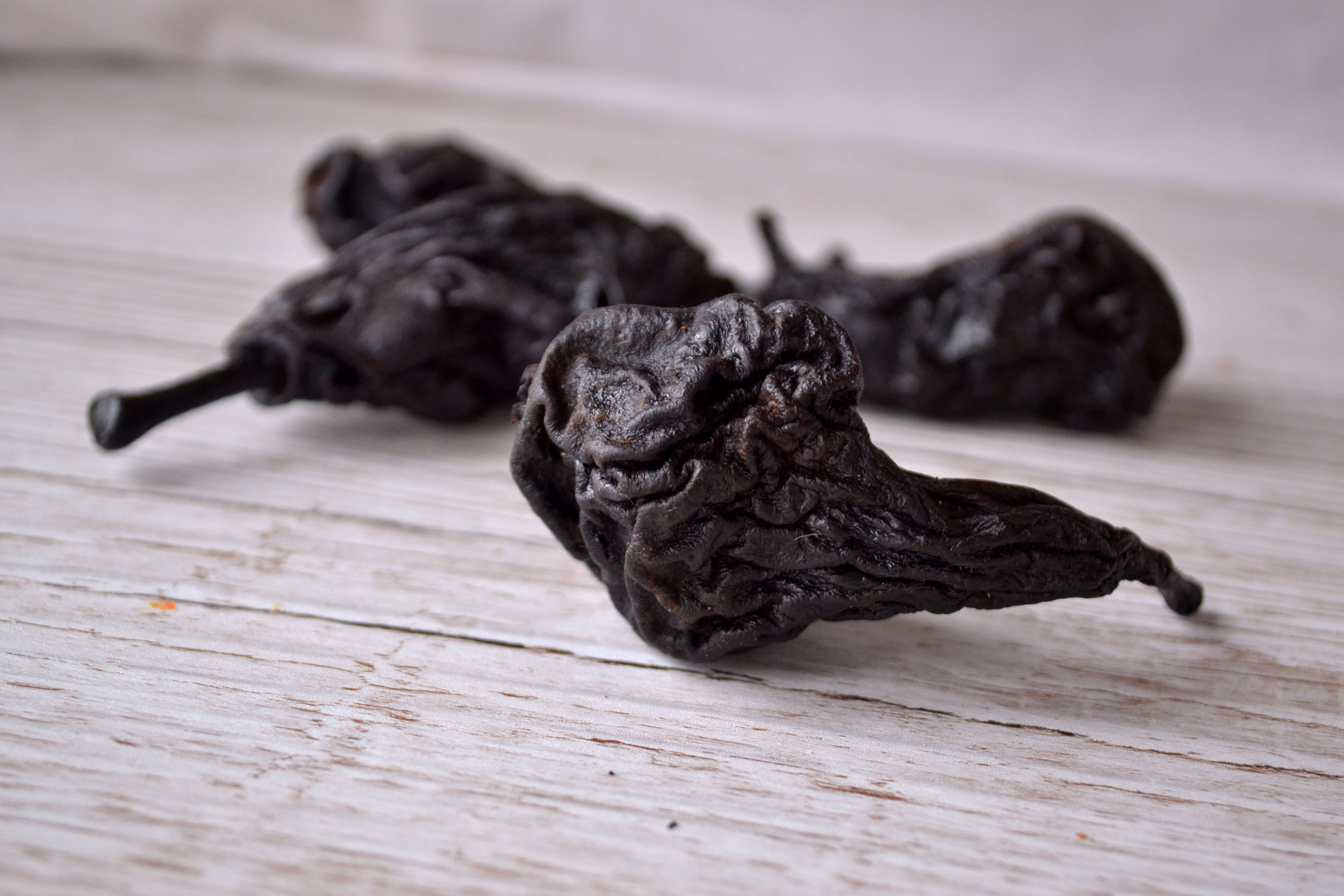
Прикопчена груша

  - абрикоси — курага (без кісточок) та урюк (з кісточками)
  - сливи — чорнослив
  - фініки, плоди фінікової пальми
  - яблука
  - груші
  - банани
  - диня
  - персики
  - інжир
  - манго
  - папая
  - хурма
  - ананас
  - кокос
  - кумкват
  - великі солодкі персики або абрикоси — шептала

- Сушені ягоди:
  - виноград — родзинки
  - шипшина
  - журавлина
  - барбарис
  - полуниця
  - вишня